# Gornji Bukovac Žakanjski
Gornji Bukovac Žakanjski – wieś w Chorwacji, w żupanii karlowackiej, w gminie Žakanje. W 2011 roku liczyła 14 mieszkańców.